# Nedašovce
Nedašovce é um município da Eslováquia, situado no distrito de Bánovce nad Bebravou, na região de Trenčín. Tem 6,91 km² de área e sua população em 2018 foi estimada em 451 habitantes. Foi citado pela primeira vez em documento oficial no ano de 1232.

## Demografia
| Ano:        | 1994 | 2004   | 2014   | 2024   |
| ----------- | ---- | ------ | ------ | ------ |
| Broj ljudi: | 443  | 455    | 439    | 427    |
| Razlika:    |      | +2,70% | -3,51% | -2,73% |

| Ano:               | 2023 | 2024   |
| ------------------ | ---- | ------ |
| Número de pessoas: | 435  | 427    |
| Diferença:         |      | -1,83% |